# Xenokratés
Xenokratés, známý též jako Xénokratés z Chalkédónu (asi 398 př. n. l., Chalkédón – asi 314 př. n. l., Atény) byl starořecký filozof a matematik, žák Platónův.
Narodil se v Chalkédónu, dnes Kadıköy (místní části Istanbulu).
V letech 339 př. n. l.-314 př. n. l. vedl (Starou) Akademii, když nahradil Speusippa. Snažil se skloubit pythagorejské učení o číslech a Platónovo učení o ideách, vyslovil názor, že čísla a ideje vycházejí z jednoho prazákladu. Rozlišil tři druhy bytí: myšlení, víru a smyslové vnímání. Připisuje se mu rozdělení filosofie na logiku (rétoriku, gramatiku a dialektiku), fyziku a etiku, naznačené ovšem již Platónem. Jeho spisy se nedochovaly.